# 퐁뒤

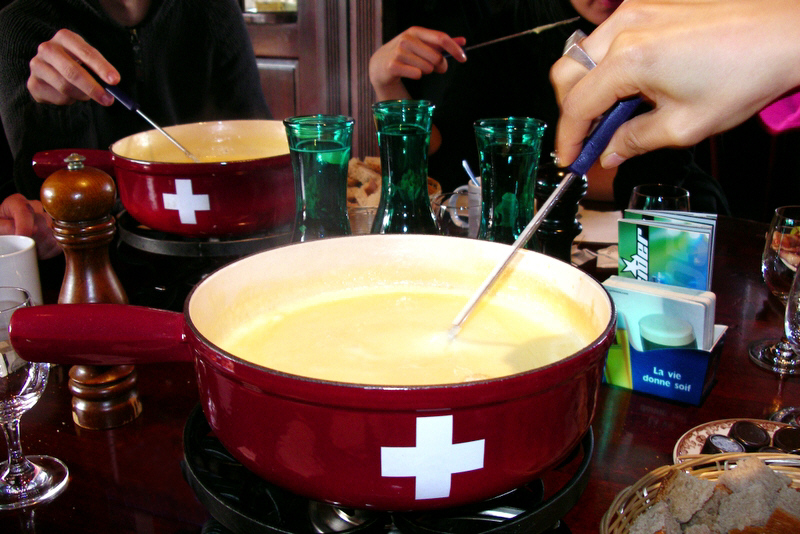
치즈퐁뒤

퐁뒤(프랑스어: fondue, 문화어: 퐁듀)는 스위스, 사부아 등의 프랑스 일부 지역과 이탈리아 북부 피에몬테주, 발레다오스타주 등 프랑스어를 주로 사용하는 알프스 지역과 그 주변 지역을 발상지로 하는 전골 요리와 그들과 유사한 요리의 총칭을 말한다. 또한 퐁뒤는 보통 밥상 가운데 작은 항아리 그릇(프랑스어: Caquelon)을 불에 올려놓고 다양한 치즈 등을 녹여가며 먹는 요리를 말한다.
흔히 말하는 퐁뒤는 치즈 퐁뒤로서, 치즈를 녹인 뒤 빵에 찍어 먹는다. 치즈를 넣지 않고 고기를 기름에 튀겨 먹는 고기 퐁뒤, 후식으로는 초콜릿을 녹여 먹는 초콜릿 퐁뒤 등도 있다.

## 역사

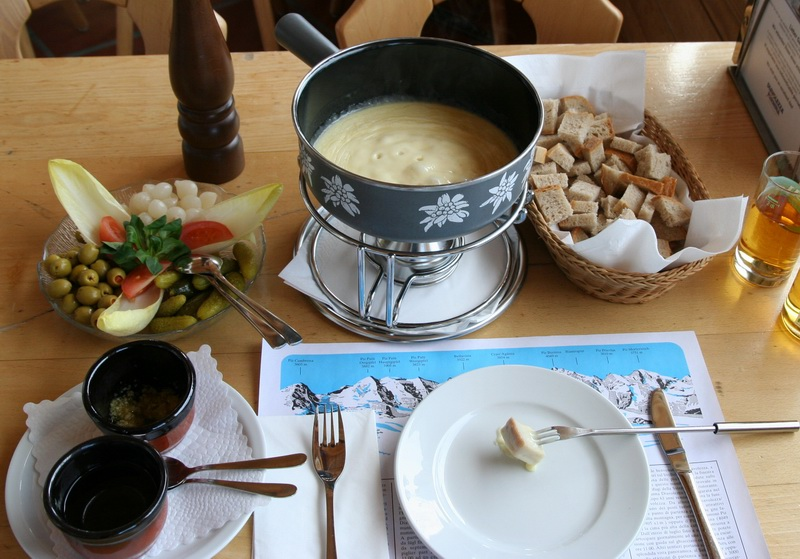
치즈 퐁뒤 전체 세팅

퐁뒤는 스위스의 산맥인 알프스산맥에 걸친 쥐라산맥을 건너던 사람들이 딱딱하게 굳어진 치즈를 불에 녹여 빵을 찍어 먹던 것에서 유래하였다. 계란을 사용했던 가장 오래되었다고 알려진 요리법은 19세기 초 프랑스어 지역인 스위스 보주에서 유래되었다.
퐁뒤의 어원은 프랑스어의 "녹아서 섞인"이라는 뜻을 가진 fondre의 과거형 fondu에서 유래되었다. 성이 있는 프랑스어에서 퐁뒤는 여성 명사로 취급하여, 어미에 e가 붙어 퐁뒤(fondue)라는 말이 완성되어 관습적으로 알프스산맥 주변 지역에서 불려오다가 퍼져나갔다.
스위스에 산업화가 진행되면서 각 지방마다 그 지방의 치즈에 따른 고유의 요리법을 개발했고, 와인과 치즈 제조업자들은 그 요리가 인기를 끌도록 장려하였다. 이 요리는 1960년대 말에서 1970년대 초에 미국에 유행하였고, 21세기에 들어서 퐁뒤는 다시 한번 스위스의 인기 있는 음식이 되었다.
퐁뒤는 추운 산지에 유명한 음식으로 부드러운 치즈처럼 추위를 녹이자는 의미에서 먹는다고 한다.

## 종류

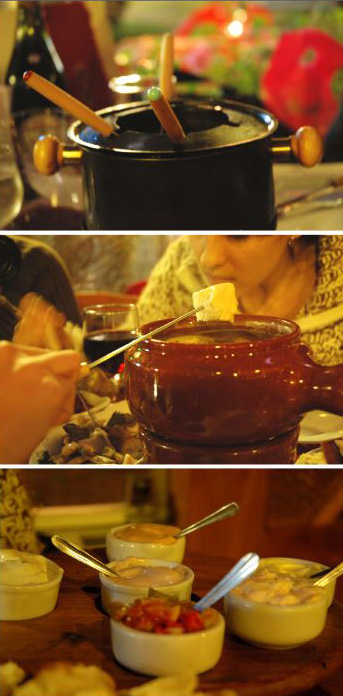
고기퐁뒤

### 치즈 퐁뒤
보통 ‘퐁뒤’라고 하면, 뚝배기 같은 냄비 안에 마늘을 칠해 잘게 썬 치즈를 화이트 와인에 녹여 한입 크기로 자른 빵을 약한 불에 녹인 치즈에 찍어 먹는 치즈 퐁뒤를 말한다. 가끔 따뜻한 야채를 포크에 꼬치로 꽂아 곁들여 먹기도 한다. 이 때 재료로 사용되는 치즈로는 에멘탈 치즈와 그뤼예르 치즈가 가장 일반적이다. 주류는 화이트 와인 외에도 키르시바서 등을 추가하거나, 대체할 수 있다.
치즈에 야채 등을 더하지 않는 치즈 퐁뒤가 많다. 에멘탈 치즈, 그뤼예르 치즈에 화이트 와인과 키르시바서를 야채 등에 추가하지 않은 가장 일반적인 치즈 퐁뒤를 퐁뒤 뇌샤텔루아즈(Fondue Neuchteloise)라고 한다. 그러나, 토마토 또는 버섯류를 치즈 등에 첨가해 조리하기도 한다.

### 퐁뒤 부르고뉴
냄비에 기름을 붓고 가열하여 꼬치에 찌른 다진 고기 등의 재료를 튀겨 먹는 퐁뒤를 퐁뒤 부르고뉴(fondue bourguignonne) 또는 오일 퐁뒤(oil fondue)라고 한다. 부르고뉴(bourguignonne)라는 말이 들어가 있지만, 부르고뉴 지방의 향토 요리가 아닌 스위스 요리 중 하나이다. 여러 종류의 소스를 곁들여서 먹을 때 각자가 원하는 소스에 찍어 먹는다.

### 퐁뒤 시누아즈
얇게 썬 고기나 어패류 등의 식재를 꼬치에 찔러서 콩소메나 고기 수프에 넣어서 먹는 퐁뒤를 퐁뒤 시누아즈(fondue chinoise) 또는 수프 퐁뒤라고 한다. 오일 퐁뒤와 같이, 여러 종류의 소스를 준비해서 각자가 기호에 맞는 소스에 찍어 먹는다.
중국의 훠궈(火鍋)와 유사하기 때문에 프랑스어로 '중국'을 뜻하는 '시누아즈'(chinoise)의 말이 붙었고, 샤부샤부 요리와도 유사한 요리이다.

### 미트 퐁뒤
미트 퐁뒤(고기 퐁뒤)는 오일 퐁뒤를 가리키는 말이었지만, 종종 수프 퐁뒤나 또는 두가지 모두를 가리키는 말이기도 하다.

## 기타

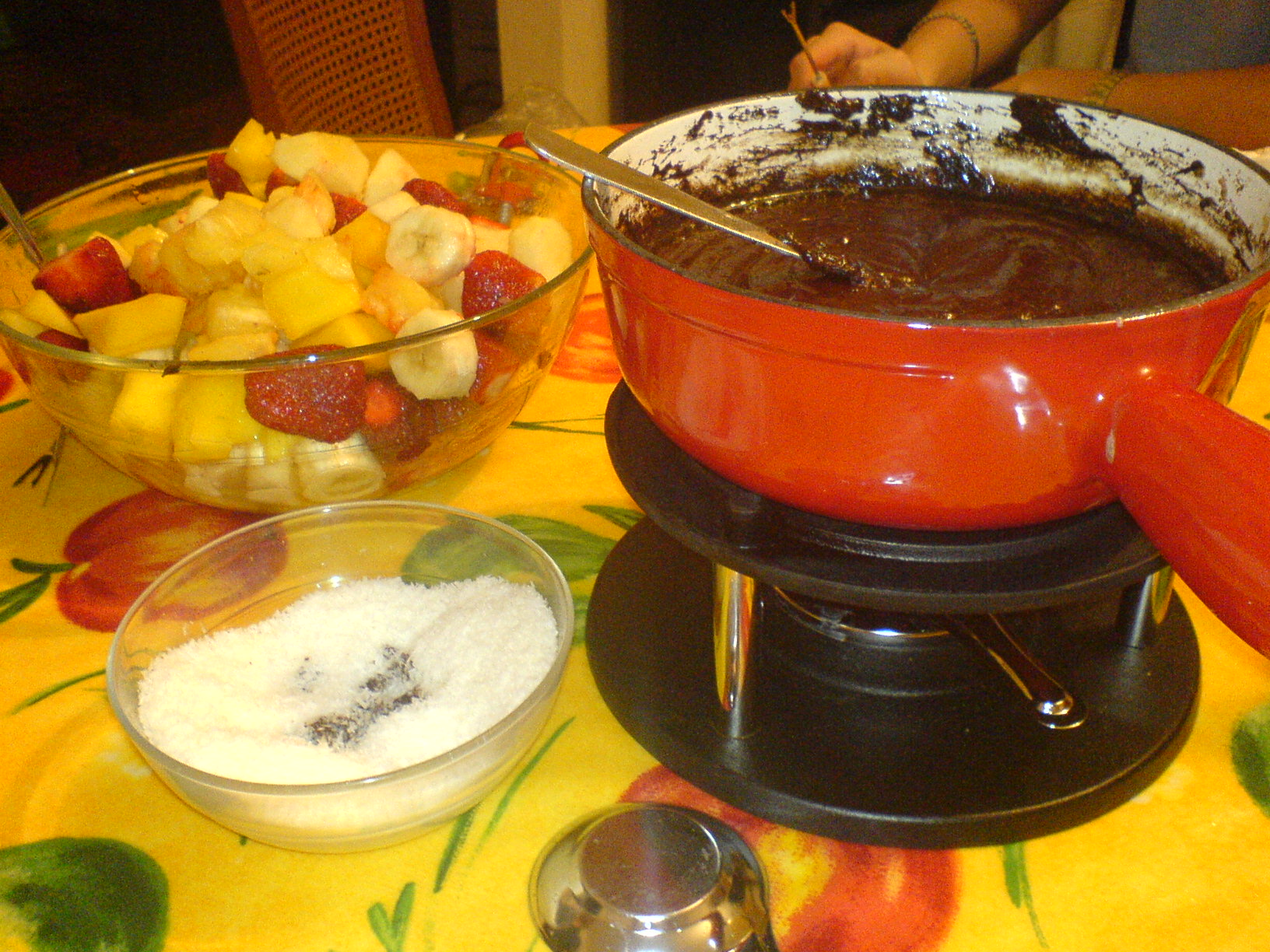
초콜릿퐁뒤

### 초콜릿 퐁뒤
뚝배기 같은 그릇에 우유와 생크림을 더해 가열하여 녹인 초콜릿을 넣고, 꼬치 또는 포크에 꽂은 마시멜로와 과일, 빵 등의 음식에 초콜릿을 찍어 먹는 음식으로 치즈 퐁뒤와 같은 형태의 디저트 식품으로 엄격하게 퐁뒤는 아니며, 퐁뒤와 유사한 음식에 속한다.

## 같이 보기
- 바냐 카우다
- 훠궈
- 라클레트